# Hemidactylus graniticolus
Hemidactylus graniticolus là một loài thằn lằn trong họ Gekkonidae. Loài này được Agarwal, Giri & Bauer mô tả khoa học đầu tiên năm 2011.